# Giovanni Battista Abioso
Giovanni Battista Abioso, o Abiosi, latinizzato come Johannes Baptista Abiosus (Montella, 1453 circa – 1523 circa), è stato un matematico, astronomo e medico italiano vissuto tra la fine del XV secolo e gli inizi del XVI.

## Biografia
Di origine campana, nacque a Montella o a Bagnoli Irpino.
La sua opera Dialogus in astronomiae divinatricis defensionem, stampata a Venezia nel 1494 e dedicata al re di Napoli Alfonso II, in cui difendeva la pratica della divinazione, venne posta nell'Index expurgatorum, l'indice dei libri proibiti.

## Opere
- Dialogus in astrologiae defensionem, Venezia, Francesco Lapicida, 1494.
- Trutina rerum caelestium et terrestrium, Tarvisii, 1498.
- Cometis vaticinium, qui anno 1506 apparuitt et revolutio anni 1507 cum medicinae superioris quintae essentiae commendatione, ac remediis contra pestem tertiaram & lepram, ac intermediis ratis defentionibus, Astrologiae prestantiam dernonstrans, s.l., 1507.
- Commentario in opera Claudiani de Raptu Prosperina, Parigi, 1517.
- Vaticinium eventum anni 1523, Napoli, 1523.
- Oratio de inventoribus et astrologiae laudibus, Venezia, 1531.
- Compendium Rhetorica ex optimis utriusque linguae autoribus excerptum, Basilea, 1536.